# Karlbergs BK
Karlbergs BK (Karlbergs Bollklubb) ist ein schwedischer Sportverein aus Karlberg in Birkastaden, einem Gebiet in Vasastaden, Ortsteil des Stockholmer Stadtbezirks Norrmalm.
Zwischen 1928 und 1962 war der 1912 gegründete Klub mehrfach in der höchsten schwedischen Eishockey-Liga vertreten. Die Fußballmannschaft des Vereins wurde in der Saison 2023 Meister der Division 2 Norra Svealand und stieg in die drittklassige Division 1 auf.

## Geschichte
Der Verein wurde am 15. Mai 1912 auf einem Treffen in der Karlbergsvägen 74 in Vasastaden unter dem Namen Bollklubben 74:an gegründet. Vorübergehend nannte sich der Sportklub Widar, bevor er 1919 unter dem heutigen Namen Karlbergs Bollklubb registriert wurde. Neben der Herren-Fußballmannschaft betrieb der Verein zwischen 1981 und 1988 auch eine Damenmannschaft. Zudem besteht eine Jugendabteilung.

## Eishockey
Die Eishockey-Mannschaft spielte mehrere Jahre in der höchsten Liga Schwedens, zuerst in der Saison 1928/1929 und zuletzt 1961/1962. In den Elitserien erreichte sie in der Saison 1928/29 mit dem vierten Rang ihre beste Platzierung. Mit dem dritten Platz 1938/39 gelang ihr der größte Erfolg in der Svenska serien i ishockey. In der neuen Division 1 belegte sie 1944/45 und 1945/46 jeweils den dritten Rang der Gruppe Nord. 1961/62 stieg die Mannschaft als letztplatzierte mit lediglich einem Punkt aus vierzehn Spielen ab.
In der Schwedischen Eishockeymeisterschaft erreichte die Mannschaft mehrfach das Viertelfinale und viermal das Halbfinale:
- Viertelfinale: Saison 1929, Saison 1930, Saison 1931, Saison 1932, Saison 1933, Saison 1936, Saison 1937, Saison 1938, Saison 1941, Saison 1944, Saison 1945, Saison 1947.

- Halbfinale: Saison 1934, Saison 1935, Saison 1940, Saison 1942.

Ihre Spiele trug die Mannschaft in der Multifunktionsarena Hovet aus. Von 1960 bis 1962 spielte der zweimalige Nationalmannschaftsspieler Benny Söderling für Karlbergs BK.

## Fußball
Seine Fußballspiele bestreitet Karlbergs BK im Stadion Kristinebergs IP im Stockholmer Stadtbezirk Kungsholmen. 1999 noch fünftklassig in der „Stockholm Mellersta“, verbesserte sich die Herrenfußballmannschaft kontinuierlich und steht 2012 erstmals in der zweiten Division „Norra Svealand“:
2012 - Division II, Norra Svealand

2011 - Division III, Norra Svealand

2010 - Division III, Norra Svealand

2009 - Division III, Norra Svealand

2008 - Division III, Norra Svealand

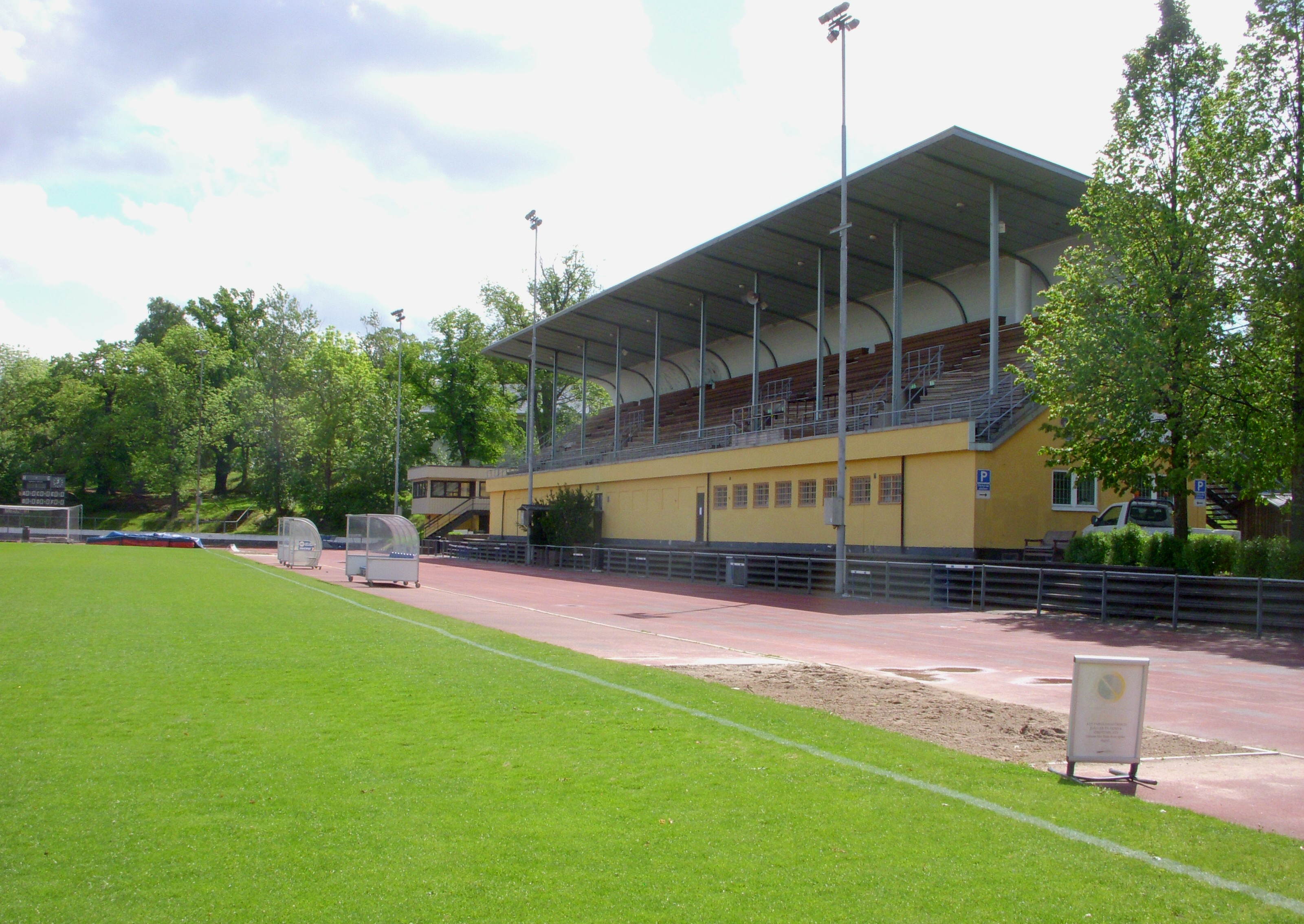
Stadion Kristinebergs IP, in dem Karlbergs BK seine Fußballspiele bestreitet

2007 - Division IV, Stockholm Mellersta

2006 - Division IV, Stockholm Mellersta

2005 - Division IV, Stockholm Mellersta

2003 - Division IV, Stockholm Mellersta

2002 - Division IV, Stockholm Mellersta

2001 - Division IV, Stockholm Mellersta

2000 - Division IV, Stockholm Mellersta

1999 - Division V, Stockholm Mellersta
Zwischen 1965 und 1966 spielte der spätere Erstligaspieler Jörgen Bengtsson für die zu dieser Zeit drittklassige Mannschaft. Ein weiterer späterer Spieler der Fotbollsallsvenskan, Claes Marklund, wurde seit Anfang der 1960er-Jahre in der Jugendabteilung von Karlbergs BK ausgebildet.